# Incoterms
Базисни условия на доставката в договорите за покупко-продажба са специалните условия, които определят задълженията на продавача и купувача по доставката на стоката и установяват момента на преминаване на риска от случайно унищожаване или повреждане на стоката – от продавача към купувача.
По този начин базисните условия определят кой поема разходите, свързани с транспортирането на стоката от продавача-износител до купувача-вносител. Разходите по доставката, които се поемат от продавача, се включват в цената на стоката и се наричат базисни, тъй като определят основата на цената и оказват влияние върху нейното равнище.
Базисните условия се изработват от международната търговска практика. Съдържанието им не е общоприето, а се определя от търговските обичаи на различните страни, пристанища, отрасли и т.н. За облекчаване на използването на термините, касаещи условията на доставка, през 1936 г. Международната търговска палата разработва и публикува международни правила по тяхното тълкуване под названието „Международни търговски термини“ („Инкотърмз“). През 1980 г. е публикувано ново преразгледано издание „Инкотърмз 1980“, съдържащо тълкуване на 14 търговски термина. Те имат препоръчителен характер и тяхното прилагане зависи от договарянето между партньорите.
Терминът „франко“ (свободно) означава, че купувачът е свободен от риск и от всички разходи по доставката на стоката до пункта, обозначен след думата „франко“. Предлагаме Ви тълкуването в „Инкотърмз 1980“ на следните търговски термини, разгледани според нарастването на задълженията и разходите на продавача:
| ТЕРМИН                                           | ТЕРМИН НА АНГЛ. ЕЗИК                        | КОДОВО НАЗВАНИЕ |
| ------------------------------------------------ | ------------------------------------------- | --------------- |
| От завода                                        | Ex Works                                    | EXW             |
| Франко превозвач                                 | Free Carrier                                | FRC             |
| Франко вагон или платформа                       | Free on Rail / Truck                        | FOR/FOT         |
| Франко борд (фоб) летище                         | Free on Board Airport                       | FOA             |
| Франко по продължение на борда на кораба         | Free Alongside Ship                         | FAS             |
| Франко борд на кораба                            | Free on Board                               | FOB             |
| Стойност и фрахт                                 | Cost and Freight                            | CFR             |
| Стойност, застраховане, фрахт                    | Cost, Insurancs, Freight                    | CIF             |
| Фрахт/заплащане на превоза до...                 | Freight / Carriage Paid to...               | DCP             |
| Фрахт/заплащане на превоза и застраховката до... | Freight / Carriage and Insurance Paid to... | CIP             |
| От кораба                                        | Ex Ship                                     | EXS             |
| От кея                                           | Ex Quay                                     | EXQ             |
| Доставено до границата                           | Delivered at Frontier                       | DAF             |
| Доставено със заплащане на митото                | Delivered Duty Paid                         | DDP             |